# محوطه کولوک
محوطه کولوک مربوط به سده‌های متأخر دوران‌های تاریخی پس از اسلام است و در شهرستان ابهر، بخش سلطانیه، دهستان سنبل آباد، ۱۵۰۰ متری غرب روستای ولایش واقع شده و این اثر در تاریخ ۲۶ دی ۱۳۸۶ با شمارهٔ ثبت ۲۰۵۵۳ به‌عنوان یکی از آثار ملی ایران به ثبت رسیده است.